# Леб'яже (Берестинський район)
Леб'я́же — село в Україні, у Зачепилівській селищній громаді Берестинського району Харківської області. Населення — 1107 осіб.

## Географія
Село Леб'яже розташоване на правому березі річки Берестова, за 2 км вище за течією від місця впадання в неї річки Вошива (ліва притока). Русло річки звивисте і сильно заболочене, село витягнуто вздовж русла річки на 11 км. Вище за течією за 9 км розташоване місто Берестин, нижче за течією за 2 км — село Кочетівка, на протилежному березі — села Абазівка, Вільховий Ріг, Кам'янка та Гадяч, колишнє село Катеринівка. Уздовж села пролягає залізнична лінія Берестин — Самар-Дніпровський, на якій розташовані зупинні пункти Леб'яже (за 5 км), Платформа 92 км, Платформа 94 км.

## Історія
Село засноване у 1775 році. Станом на 1885 рік у колишньому державному селі, центрі Леб'язької волості Костянтиноградського повіту Полтавської губернії, мешкало 2318 осіб, налічувалось 481 дворове господарство, існували православна церква, школа, земська станція, постоялий будинок і 28 вітряних млинів, відбувався щорічний ярмарок.
Станом на 1912 рік — у складі Зачепилівської волості.
За переписом 1897 року кількість мешканців зросла до 2748 осіб (1360 чоловічої статі та 1388 — жіночої), з яких 2745 — православної віри.
До 2017 року село було адміністративним центром Леб'язької сільської ради, яке згодом увійшло до складу Зачепилівської селищної громади.
Після ліквідації Зачепилівського району 19 липня 2020 року село увійшло до Красноградського району.

## Населення
За переписом УРСР 1989 року чисельність наявного населення села становила 1256 осіб, з яких 554 чоловіки та 702 жінки.
За переписом населення України 2001 року в селі мешкало 1107 осіб.

### Мова
Розподіл населення за рідною мовою за даними перепису 2001 року:
| Мова       | Відсоток |
| ---------- | -------- |
| російська  | 66,21 %  |
| українська | 26,74 %  |
| вірменська | 6,78 %   |
| білоруська | 0,18 %   |
| молдовська | 0,09 %   |

## Економіка
- Молочно-товарна, свино-товарна і вівце-товарна ферми.
- КСП «РОСІЯ».
- «СІЛЬМАШ», ТОВ.

## Об'єкти соціальної сфери
- Дитячий садочок.
- Школа.
- Клуб.
- Амбулаторія.
- Лікарня.
- Бібліотека.
- Церква
- Село газифіковане.

## Відомі особи
Уродженці села:
- Єнін Петро Матвійович — науковець у галузі житлово-комунального господарства, педагог, кандидат технічних наук.
- Пікалова Віра Володимирівна — трактористка колгоспу «Росія» Зачепилівського району Харківської області. Депутат Верховної Ради СРСР 10-го скликання.